# Миколаївський район (Миколаївська область, 1962—2020)
Микола́ївський райо́н — колишня адміністративно-територіальна одиниця у Миколаївській області. Межував з Очаківським і Березанським районами, а по акваторії річки Південний Буг та Бузькому лиману — з Новоодеським, Вітовським районами та містом Миколаєвом. Відстань від Миколаєва — по шосейних дорогах — 2 км, залізницею — 15 км. 19 липня 2020 року район було укрупнено унаслідок адміністративно-територіальної реформи (у Миколаївській області замість 19 районів стало 4).
До укрупнення 2020 року територія району становила 1429,9 км². Населення на 1 червня 2007 року — 32,4 тис. чоловік. Адміністративний центр — місто Миколаїв, як місто обласного підпорядкування адміністративно до складу району не входить. На території району було розміщено 52 населених пункти, які підпорядковані одній селищній та сімнадцяти сільським радам. 39 населених пунктів повністю газифіковано[джерело?].

## Історія
Район був утворений 30 грудня 1962 року з територій Варварівського, Очаківського і Тилігуло-Березанського районів та Кубряцької і Широколанівської сільрад Веселинівського району.
З 1923 по 1944 роки назву Миколаївський район носив інший район, який у 1944 році був перейменований на Жовтневий.

## Географія
Рельєф району переважно рівнинний. Клімат помірно-континентальний, сухий, ґрунт — причорноморський суглинистий чорнозем. Корисні копалини представлені, головним чином, нерудними родовищами — піску, глини, цегельної сировини, цементної сировини, пиляного вапняку.
Водні ресурси (р. Південний Буг, ставки) — 4841,65 га. Лісові масиви (полезахисні смуги, гаї та інше) — 4112,34 га. Природні та кліматичні умови сприятливі для розвитку сільського господарства. Загальна площа сільгоспугідь — 106,09 тис. га.
Річки: Березань, Балка Долманівська, Балка Кочакінська.

## Транспорт
У районі налічується: доріг загального користування 274,8 км; доріг відомчого користування — 214,2 км, в тому числі із твердим покриттям — 191,1 км. Територією району проходять магістралі E58 (Миколаїв — Одеса), Миколаїв — Очаків, Миколаїв — Веселинове. Діють залізничні станції Трихати, Ясна Зоря, Зелений Гай (Херсонське відділення Одеської залізниці).

## Населення
Розподіл населення за віком та статтю (2001)
| Стать | Всього | До 15 років | 15-24 | 25-44 | 45-64 | 65-85 | Понад 85 |
| --- | ------ | ----------- | ----- | ----- | ----- | ----- | -------- |
| Чоловіки | 16 502 | 3178        | 2937  | 4970  | 4030  | 1341  | 46       |
| Жінки | 18 172 | 3074        | 2422  | 4962  | 4853  | 2647  | 214      |
| \| Статево-вікова піраміда \| Статево-вікова піраміда \| Статево-вікова піраміда \| \| ----------------------- \| ----------------------- \| ----------------------- \| \| Чоловіки \| Вік \| Жінки \| \| 46 \| 85 + \| 214 \| \| 61 \| 80-84 \| 249 \| \| 220 \| 75-79 \| 618 \| \| 463 \| 70-74 \| 927 \| \| 597 \| 65-69 \| 853 \| \| 1084 \| 60-64 \| 1507 \| \| 692 \| 55-59 \| 922 \| \| 1021 \| 50-54 \| 1146 \| \| 1233 \| 45-49 \| 1278 \| \| 1354 \| 40-44 \| 1425 \| \| 1226 \| 35-39 \| 1210 \| \| 1222 \| 30-34 \| 1156 \| \| 1168 \| 25-29 \| 1171 \| \| 1355 \| 20-24 \| 1146 \| \| 1582 \| 15-20 \| 1276 \| \| 1388 \| 10-14 \| 1316 \| \| 1009 \| 5-9 \| 1032 \| \| 781 \| 0-4 \| 726 \| |        |             |       |       |       |       |          |
| Статево-вікова піраміда |        |             |       |       |       |       |          |
| Чоловіки | Вік    | Жінки       |       |       |       |       |          |
| 46 | 85 +   | 214         |       |       |       |       |          |
| 61 | 80-84  | 249         |       |       |       |       |          |
| 220 | 75-79  | 618         |       |       |       |       |          |
| 463 | 70-74  | 927         |       |       |       |       |          |
| 597 | 65-69  | 853         |       |       |       |       |          |
| 1084 | 60-64  | 1507        |       |       |       |       |          |
| 692 | 55-59  | 922         |       |       |       |       |          |
| 1021 | 50-54  | 1146        |       |       |       |       |          |
| 1233 | 45-49  | 1278        |       |       |       |       |          |
| 1354 | 40-44  | 1425        |       |       |       |       |          |
| 1226 | 35-39  | 1210        |       |       |       |       |          |
| 1222 | 30-34  | 1156        |       |       |       |       |          |
| 1168 | 25-29  | 1171        |       |       |       |       |          |
| 1355 | 20-24  | 1146        |       |       |       |       |          |
| 1582 | 15-20  | 1276        |       |       |       |       |          |
| 1388 | 10-14  | 1316        |       |       |       |       |          |
| 1009 | 5-9    | 1032        |       |       |       |       |          |
| 781 | 0-4    | 726         |       |       |       |       |          |

Національний склад населення за даними перепису 2001 року:
| Національність | Кількість осіб | Відсоток |
| -------------- | -------------- | -------- |
| українці       | 30152          | 86,96 %  |
| росіяни        | 3366           | 9,71 %   |
| молдовани      | 290            | 0,84 %   |
| білоруси       | 223            | 0,64 %   |
| корейці        | 117            | 0,34 %   |
| інші           | 527            | 1,52 %   |

Мовний склад населення за даними перепису 2001 року:
| Мова       | Кількість осіб | Відсоток |
| ---------- | -------------- | -------- |
| українська | 30306          | 87,40 %  |
| російська  | 3963           | 11,43 %  |
| молдовська | 144            | 0,42 %   |
| вірменська | 55             | 0,16 %   |
| корейська  | 46             | 0,13 %   |
| інші       | 161            | 0,46 %   |

## Соціальна сфера
На території району функціонують 17 будинків культури, 16 сільських клубів, районна дитяча музична школа, 23 бібліотеки, 7 музеїв, з них 2 мають звання «народних».
До взірців церковної архітектури району доцільно віднести церкви, що розташовані в селі Нечаяне це кам'яна однопрестольна церква та в селі Петрово-Солониха.

## Туризм
Серед історичних пам'ятників району особливе місце займає меморіальний комплекс на честь подій Другої Світової війни розташований в с. Ковалівка на березі Південного Бугу в місці форсування Червоною Армією річки в ході Другої Світової війни. Пам'ятка задумана як епізод битви на Андріївсько-Ковалівському плацдармі у липні 1944 р.
Об'єктами туристичного інтересу є :
- Кірха XIX ст. (с. Новоселівка);
- Земська школа кін. XIX ст. (с. П. Солониха);
- Садиба астронома О. В. Бредіхіна (с. П. Солониха);
- Садибний будинок 2 пол. XIX ст. (с. П. Солониха);
- Житловий флігель 2 пол. XIX ст. (с. П. Солониха);
- Миколаївська церква 1860—1890 рр. (с. Стара Богданівка);
- Кірха кін. XIX ст. (с. Степове).
- Лісництво та мисливське господарство (с. Ковалівка);
- Мисливське господарство (с. П. Солониха).

## Природно-заповідний фонд

### Ландшафтні заказники
Бондаревські джерела, Петрово-Солониський.

### Ботанічна пам'ятка природи
Андріївський ліс.

### Парк-пам'ятка садово-паркового мистецтва
Парк імені Леніна.

## Пам'ятки
У Миколаївському районі Миколаївської області на обліку перебуває 5 пам'яток архітектури, 28 — історії та одна — монументального мистецтва.

## Політика
25 травня 2014 року відбулися Президентські вибори України. У межах Миколаївського району було створено 48 виборчих дільниць. Явка на виборах складала — 54,15 % (проголосували 14 635 із 27 028 виборців). Найбільшу кількість голосів отримав Петро Порошенко — 45,82 % (6 706 виборців); Сергій Тігіпко — 12,45 % (1 822 виборців), Юлія Тимошенко — 11,81 % (1 728 виборців), Вадим Рабінович — 5,71 % (835 виборців), Михайло Добкін — 4,20 % (614 виборців), Олег Ляшко — 4,15 % (608 виборців). Решта кандидатів набрали меншу кількість голосів. Кількість недійсних або зіпсованих бюлетенів — 2,60 %.

## Відомі уродженці

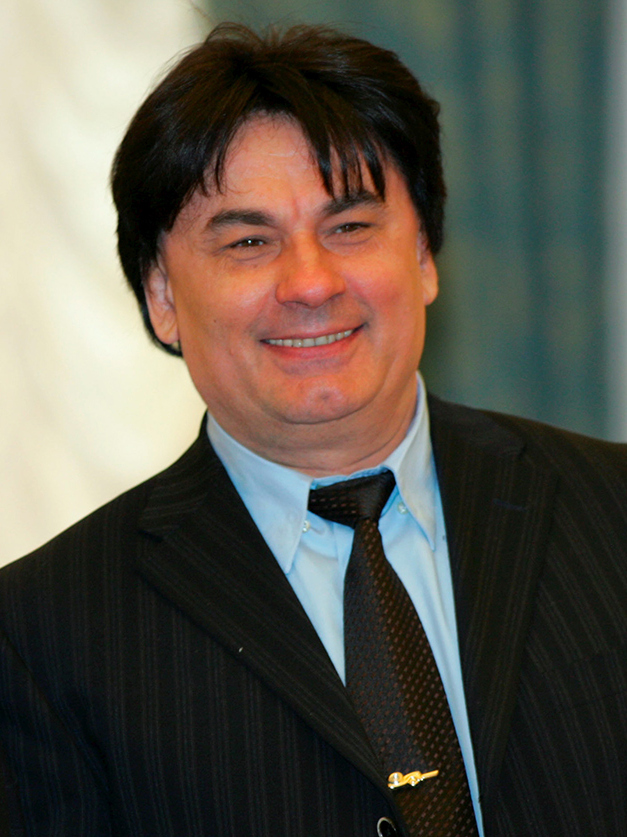
Олександр Сєров
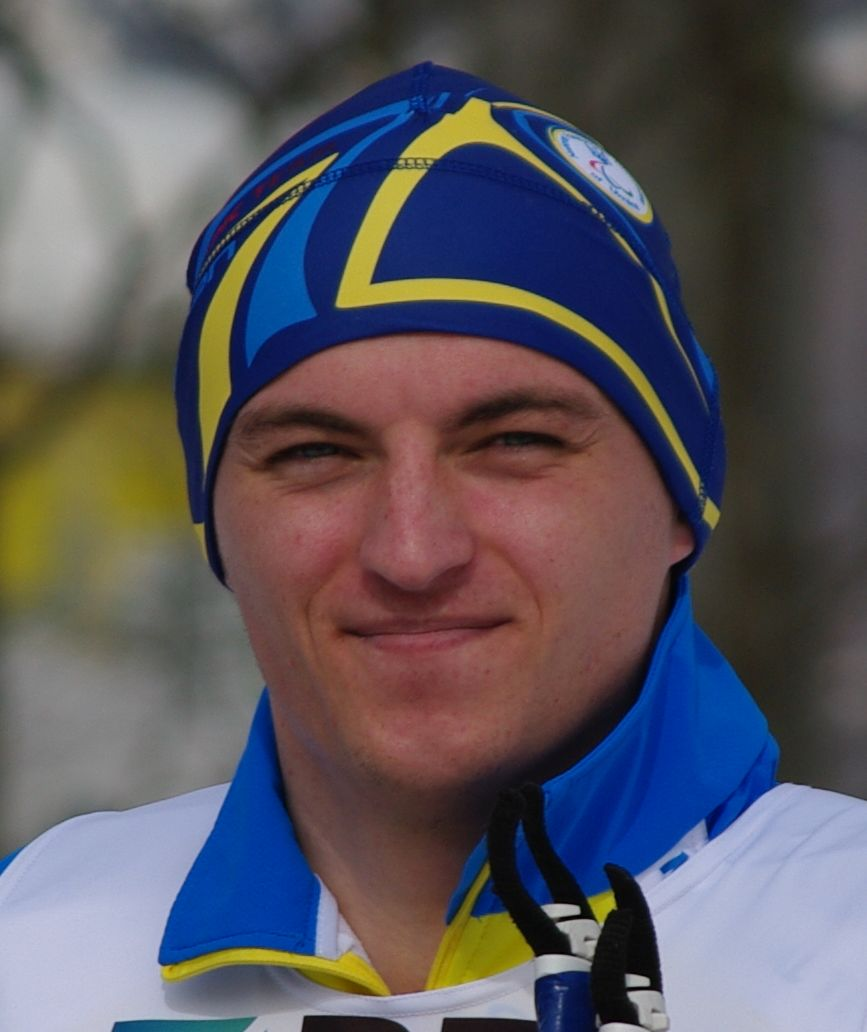
Максим Яровий
Павло Ходченко
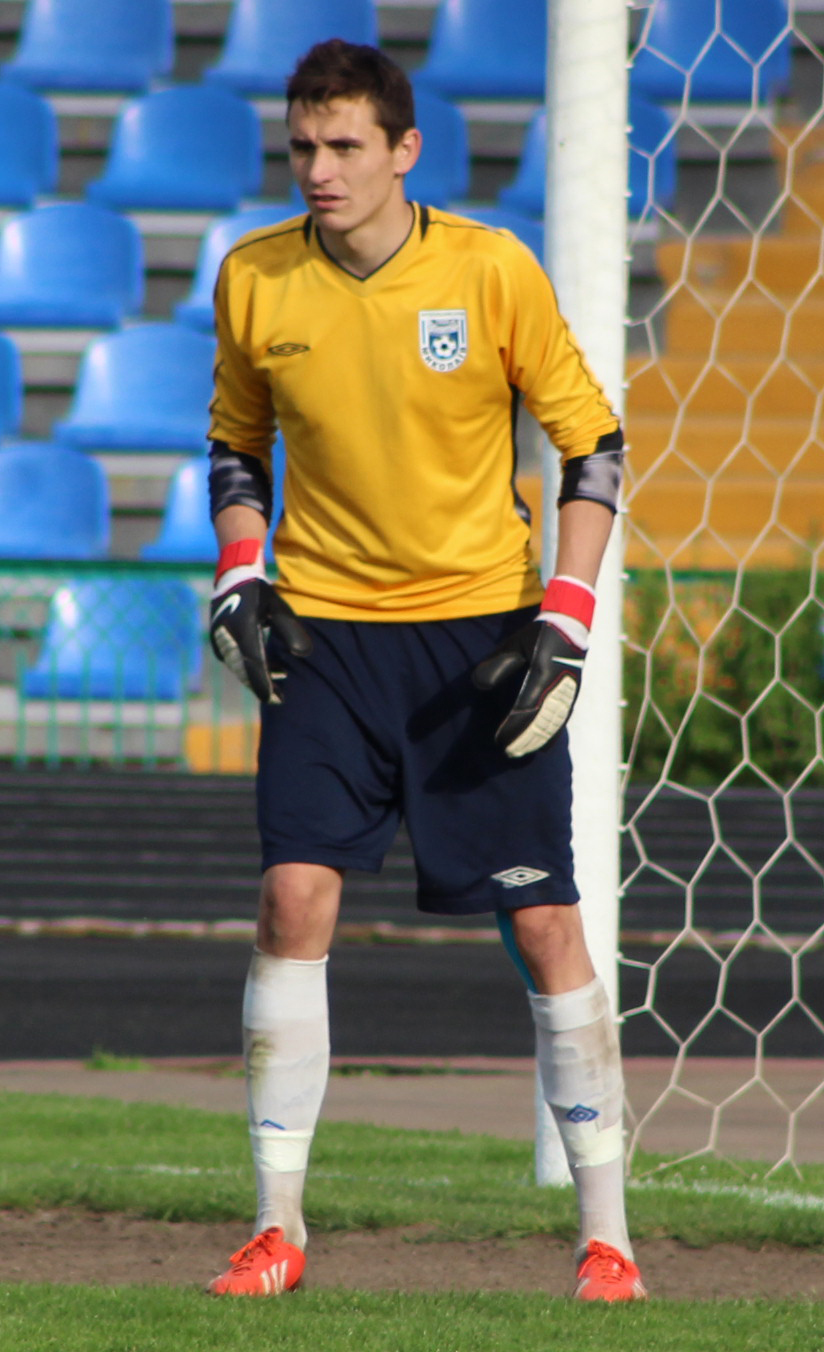
Валерій Восконян

- Мірошниченко Віктор Миколайович (1937—1987) — український актор театру і кіно. Заслужений артист Чуваської АРСР (1971). Заслужений артист УРСР (1978). Член Спілки кінематографістів України.
- Мусіяка Віктор Лаврентійович (1946—2019) — український політик, один з авторів тексту Конституції України, колишній лідер партії «Вперед, Україно!».
- Сєров Олександр Миколайович (1951) — радянський і російський естрадний співак, аранжувальник, інструменталіст і композитор.
- Лінартович Костянтин Костянтинович — український актор театру та кіно, режисер дубляжу, театральний діяч, режисер муніципального театру «Київ».
- Яровий Максим Володимирович (1989) — український біатлоніст, лижник, Майстер спорту України, дворазова срібний та бронзовий призер зимових Паралімпійських ігор 2014 у Сочі, Росія. Чемпіон зимових Паралімпійських ігор 2018 у Пхьончхані, Південна Корея, де також став бронзовим призером.